# Cuatro símbolos (constelación china)
Los Cuatro Símbolos (Chino: 四象; pinyin: Sì Xiàng) son cuatro criaturas mitológicas en las constelaciones chinas. Son el Dragón turquesa del Este, el Pájaro bermellón del Sur, el Tigre blanco del Oeste, y la Tortuga negra del Norte. Cada uno de ellos representa una dirección y una estación, y cada uno tiene sus propias características y orígenes. Han sido representados en muchos mitos y cuentos chinos , y también aparecen en muchos manga y anime modernos.

## Historia
A los Cuatro Símbolos se les dieron nombres humanos después de que el Taoísmo se volviera popular. El Dragón Azul tiene el nombre de Meng Zhang (孟章), el Pájaro Bermellón se llamó Ling Guang (陵光), el Tigre Blanco Jian Bing (監兵) y la Tortuga Negra Zhi Ming (執明).
En 1987, una tumba fue encontrada en Xishuipo (西水坡) en Puyang, Henan. Había algunas conchas de almejas y huesos formando las imágenes del Dragón Azul, del Tigre Blanco y del Carro. Se cree que la tumba pertenece a la era neolítica, fechada hace unos 6000 años.
El manuscrito de Rongcheng Shi recuperado en 1994 da cinco direcciones en vez de cuatro y ubica a los animales de una manera bastante diferente: Yu el Grande le dio estandartes a su gente que marcaban el norte con un pájaro, el sur con una serpiente, el este con el sol, el oeste con la luna y el centro con un oso.

## Correspondencia con los Cinco Elementos

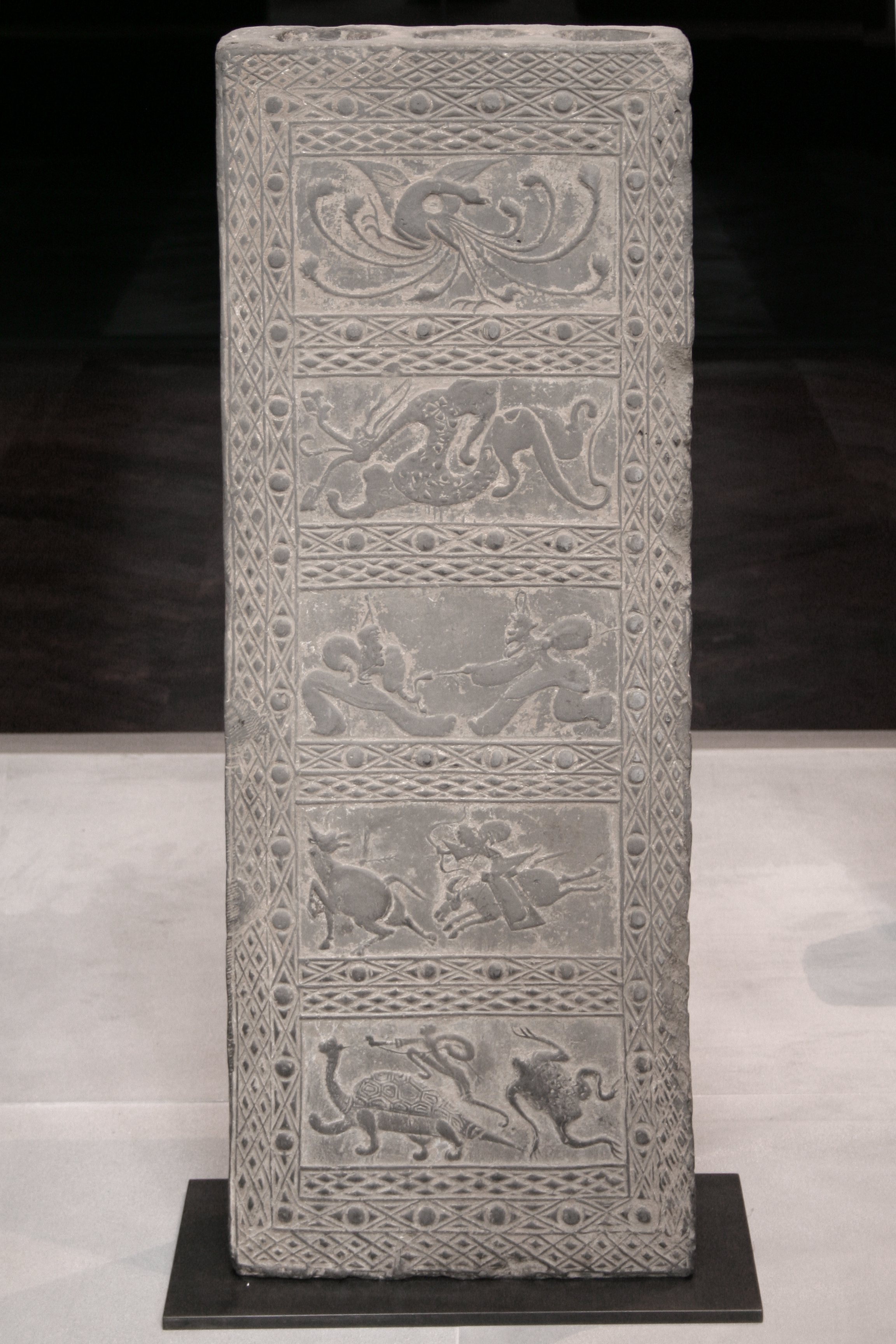
Una baldosa de cerámica de la dinastía Han representando emblemáticamente las cinco direcciones cardinales.

Estas criaturas mitológicas también han sido sintetizadas en el sistema de 5 elementos. El Dragón Azul del este representa madera, el Pájaro Bermellón del sur representa fuego, el Tigre Blanco del oeste representa metal y la Tortuga Negra del norte representa agua. En este sistema, el quinto elemento la tierra está representado por la Serpiente Amarilla del centro.

## Correspondencia con las Cuatro Estaciones
Las cuatro bestias representan una estación cada una. El Dragón turquesa del este representa primavera, el Pájaro Bermellón del sur representa verano, el Tigre Blanco del oeste representa otoño y la Tortuga Negra del norte representa invierno.